# Nitrososphaera
Genre
Nitrososphaera est un genre d'archées de la famille des Nitrososphaeraceae.

## Liste des espèces
Selon NCBI (17 juillet 2019) :
- Nitrososphaera viennensis Tourna & al. 2011
- Candidatus Nitrososphaera evergladensis Zhainina & al. 2013
- Candidatus Nitrososphaera gargensis Hatzenpichler & al. 2008
- Candidatus Nitrososphaera sp. 13_1_40CM_48_12
- Candidatus Nitrososphaera sp. N89-12
- Candidatus Nitrososphaera sp. THUAOA